# Jungfernsprung (Dahn)
Der Jungfernsprung am Rande der südwestpfälzischen Landstadt Dahn (Rheinland-Pfalz) ist ein steiler Felsen am Westgrat des 296,7 m hohen Vogelsbergs, dessen westlichen Nebengipfel er darstellt. Die Gesteinsformation überragt den Ort um etwa 70 m und trägt oben in 280 m Höhe eine Art Gipfelkreuz.
Der Felsen ist das Wahrzeichen der Stadt und als Naturdenkmal ND-7340-185 im Gemeindegebiet von Dahn ausgewiesen. Zudem ist er Bestandteil der alten lokalen Sage vom Jungfernsprung.

## Geographische Lage
Der Jungfernsprung liegt nordwestlich des Stadtkerns. Mit seiner West- und Nordseite tritt er schroff und steil, an der von West nach Ost etwa 200 m messenden Oberseite leicht treppenartig aus der Schräge der linken Flanke des Tals der Lauter, die hier Wieslauter genannt wird. Die Wohnbebauung von Dahn breitet sich an den Seiten der Felsbasis aus. Zwischen dem Fuß des Felsens und der Wieslauter verläuft parallel zu dieser die Bundesstraße 427, die von Hinterweidenthal im Nordwesten nach Bad Bergzabern im Südosten führt. Die Grenze zwischen Deutschland und Frankreich (Pfalz und Elsass) ist 11 km (Luftlinie) entfernt.

## Struktur
Der Felsen gehört zu den zahlreichen Buntsandsteinformationen, die für den Wasgau, der den Südteil des Pfälzerwalds umfasst, typisch sind. Weil die Gegend von Dahn besonders reich an solchen Gebilden ist, wird sie Dahner Felsenland genannt. Beim Jungfernsprung handelt es sich – wie bei den anderen Felsen der Region – um härteres Gestein, das der Erosion stärker widerstanden hat als das umgebende weichere Material.

## Wanderziel und Kletterfelsen
Der Jungfernsprung ist für Wanderer von der Bergseite her erschlossen, der Zugangsweg ist Teil des Premiumwanderwegs Felsenland Sagenweg sowie des Dahner Rundwanderwegs. Im Sommer ist der Felsen als Teil des Klettergebiets Pfälzer Wald auch regelmäßiges Ziel von Sportkletterern. Der spektakuläre Franz-Seiler-Gedächtnisweg, der einem pfälzischen Kletterpionier gewidmet ist, weist den Schwierigkeitsgrad VII+ (UIAA) auf. Er führt durch die senkrechte Talwand und ist vom Ort her einzusehen.

Zugangsweg und Aussichtspunkt
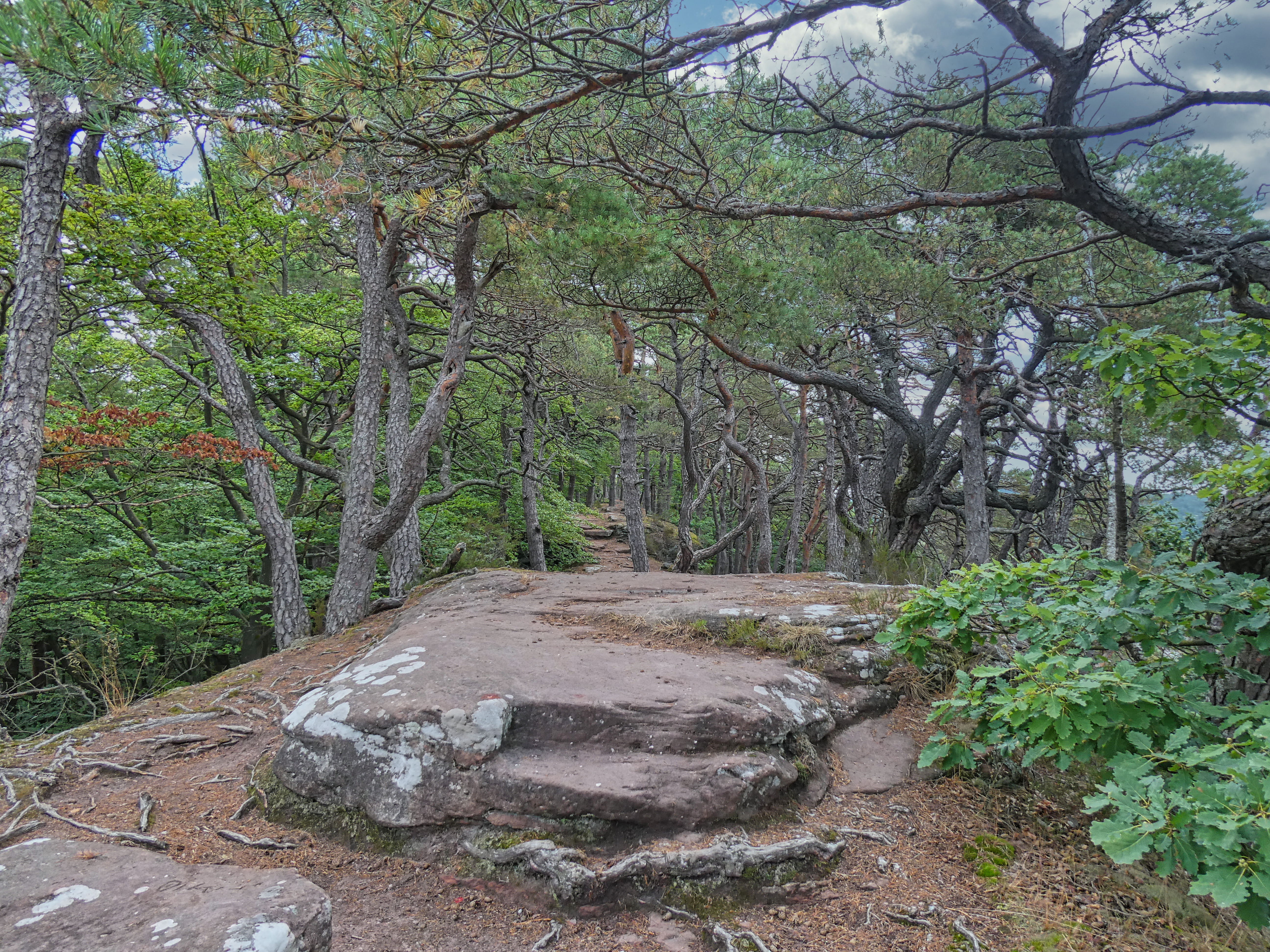
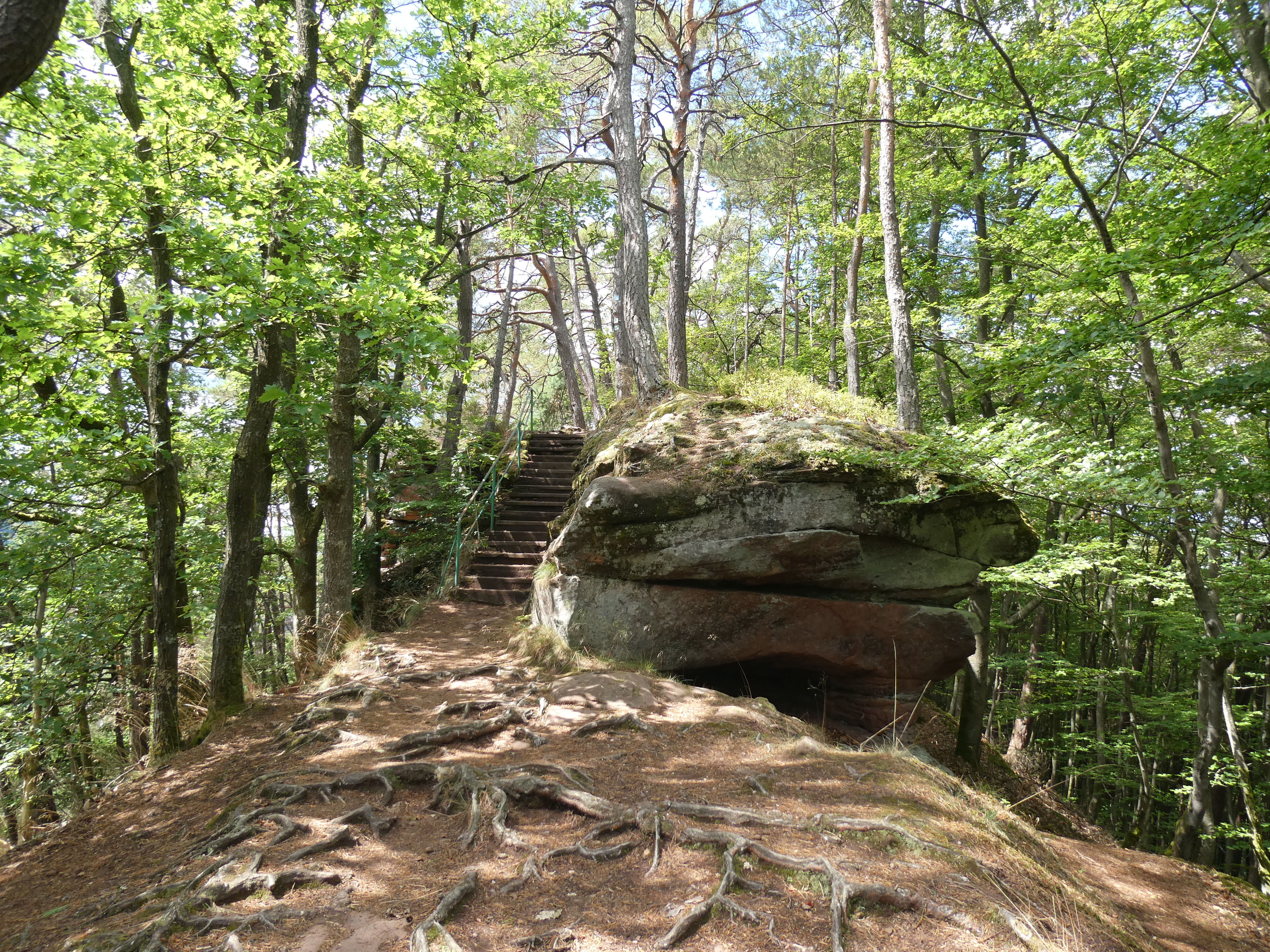
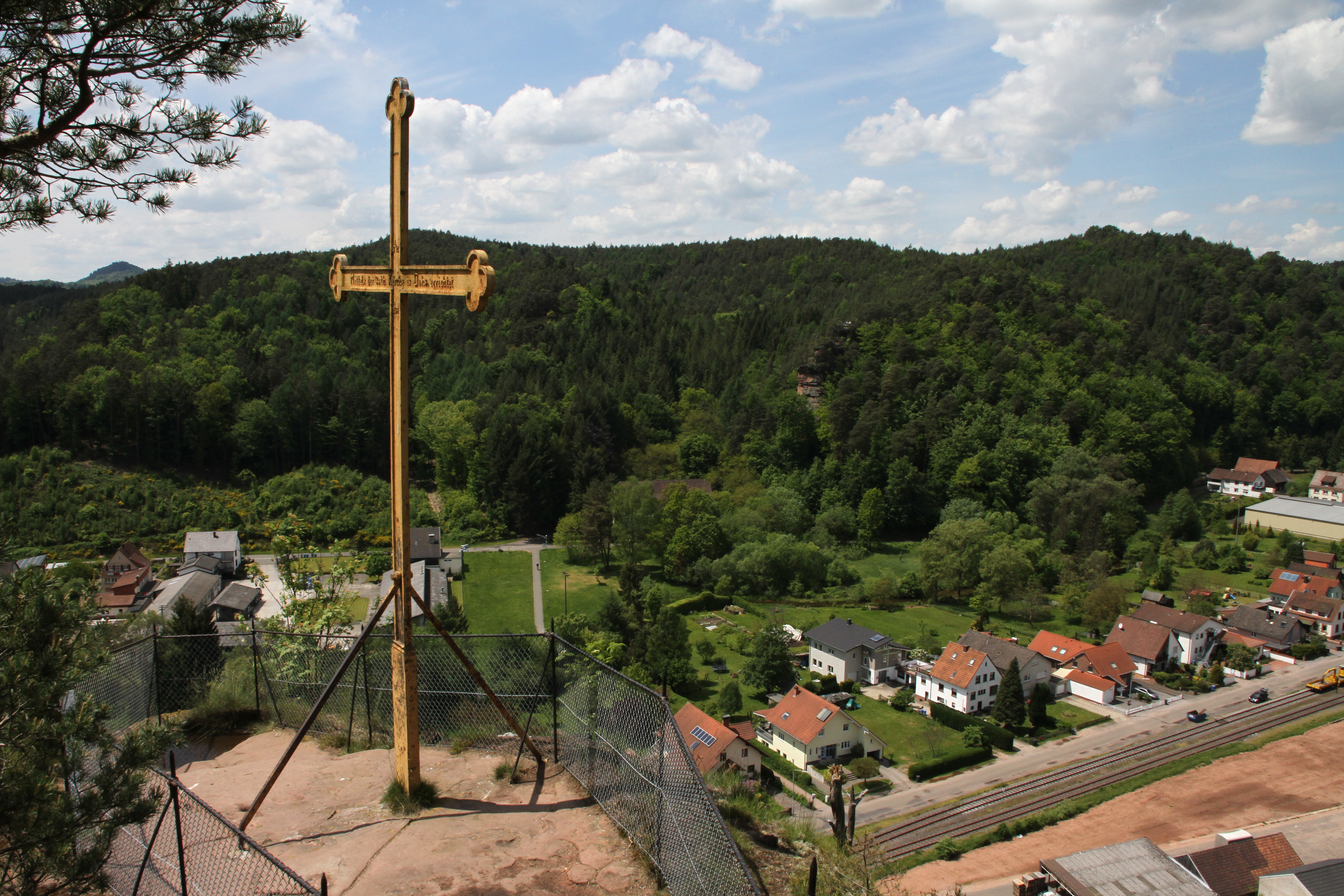

## Sage vom Jungfernsprung

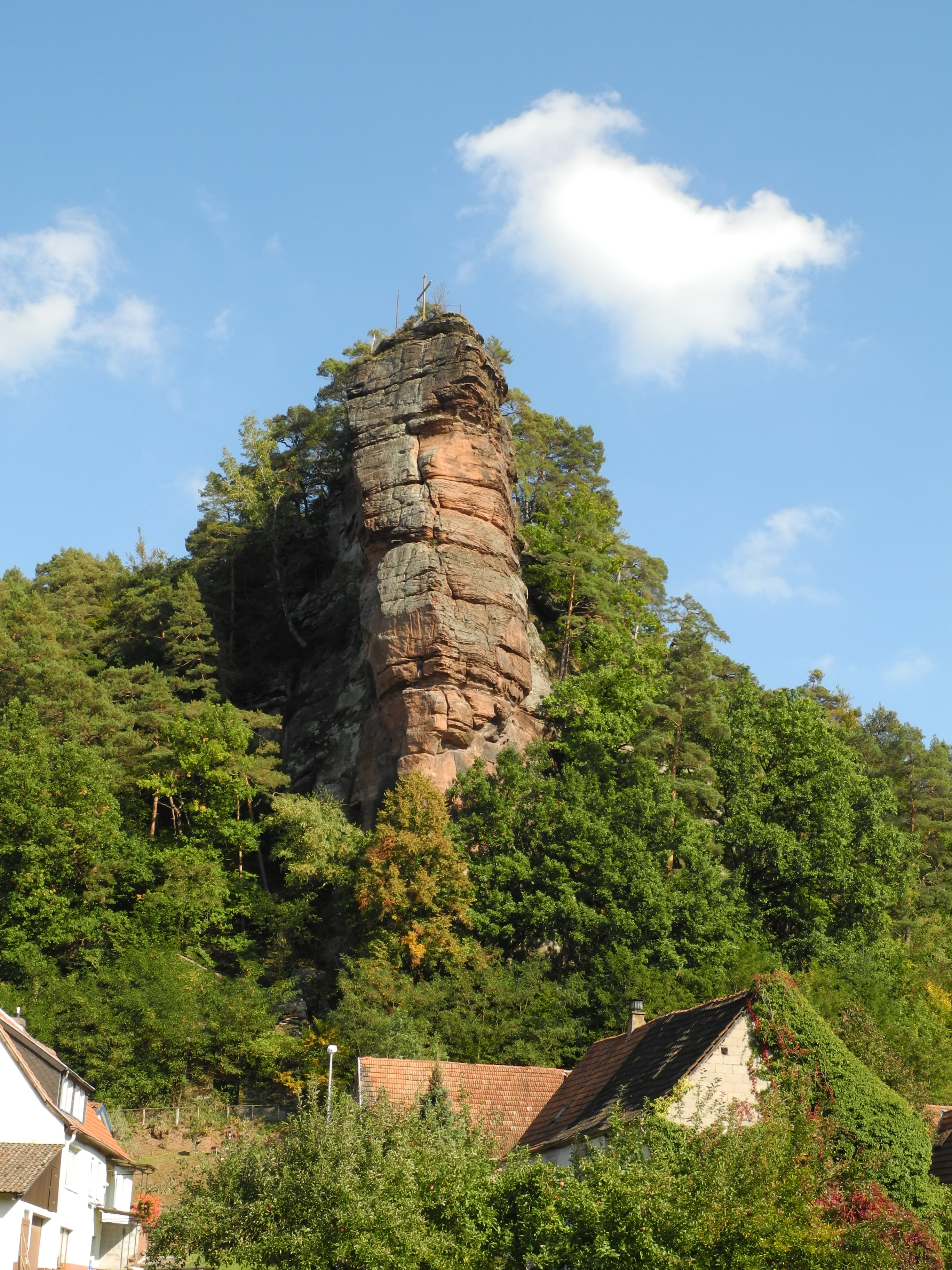
Jungfernsprung aus Westen

Die Sage, deren meistverbreitete Version von dem Heimatschriftsteller August Becker (1857) stammt, berichtet:
Einst ging eine Jungfrau in den Dahner Wald, um Beeren zu pflücken. Weitab von den Häusern trat plötzlich ein Mann aus dem Dickicht. Nach einer Variante der Sage war es der als Raubritter „Hans Trapp“ verschriene Burgherr Hans von Trotha vom nahegelegenen Berwartstein, der sich anschickte, der Jungfrau die Unschuld zu rauben. Darum raffte sie die Röcke und begab sich auf die Flucht, doch der Unhold kam ihr immer näher. In ihrer Panik achtete die Verfolgte nicht auf den Weg. So stand sie mit einem Mal keuchend auf der vorspringenden Ecke des Felsens und sah tief unten die Häuser des Ortes liegen. Ohne zu überlegen, stürzte sich die Jungfrau in den Abgrund. Und nun geschah das Wunder: Weil ihre Röcke sich aufbauschten und sie langsam nach unten schweben ließen, überstand sie den Sprung völlig unverletzt. An der Stelle, wo ihr Fuß auftraf, sprudelt seither eine Quelle.
In der Sage nicht überliefert ist das weitere Schicksal von Jungfrau und Unhold, indessen waren mit dieser Erzählung die Steilheit des Felsens und die Existenz der Quelle für das vormalige Informationsbedürfnis ausreichend erklärt. Die Erzählung geht auch nicht darauf ein, dass Hans von Trotha überhaupt kein Raubritter war, zumal der Begriff erst zum Ende des 18. Jahrhunderts geprägt wurde.
Eine ähnliche Version der Sage gibt Franz Weiß in seinem Gedicht wieder, das ebenfalls um die Mitte des 19. Jahrhunderts entstand. Darin ist der Unhold ein lüsterner „Jäger“, und die von diesem verfolgte Jungfrau ruft die Gottesmutter um Schutz an, ehe sie „muthig“ den Sprung in die Tiefe wagt. Und tatsächlich, eine Schar von Engeln begleitet sie, während sie „leichten Fluges“ hinabschwebt.
Vereinzelt haben Maler sich inspirieren lassen, den dramatischen „Jungfernsprung“ bildlich festzuhalten. Dabei stand offenbar immer die Vorstellung vom Fallschirmspringen Pate, wobei die gebauschten Röcke des Mädchens eine optische Deutung des „Wunders“ ermöglichten und zugleich ein attraktives Malereiobjekt darstellten.
Über die Sage hinaus spekuliert Friedrich Konrad Bruckner (1801–1851), der Felsen habe zu früheren Zeiten möglicherweise als Gerichtsplatz für Gottesurteile gedient, bei denen junge Frauen ihre Jungfräulichkeit nachzuweisen hatten.